# Adela gymnota
Adela gymnota là một loài bướm đêm thuộc họ Adelidae. Loài này có ở Madagascar.